# Parfum
Parfum je mešanica dišavnih olj ali drugih dišečih spojin, fiksativov in topil, ki jo uporabljamo da daje človeškemu telesu, živali ali predmetu »prijeten vonj«.
Večina dišečih sestavin sodobnih parfumov je rastlinskega izvora, lahko pa so tudi umetno sintetizirane ali iz živalskih izločkov. Znano je, da izloča mošusni jelen (Moschus moschiferus) med popkom in spolovilom iz posebne žleze snov mošus, ki jo uporabljajo za izdelavo parfumov. Podobno kot ta jelen imajo po mošusu dišeče izcedke tudi druge živali. Podobno kot kopenske živali tudi kit glavač v morje izloča posebno maščobo - dišečo ambro. Pri človeku je ta sposobnost precej zakrnela, vendar še vedno ena spolno dozorela ženska na tisoč, oddaja v okolico vonj mošusa. Za moderno proizvodnjo parfumov je bila prelomnica odkritje hrvaškega Nobelovega nagrajenca za kemijo, Lavoslava Ružičke (1887 - 1976), ki je izločil iz mošusa muskon in iz cibeta cibeton ter s tem omogočil njuno sintezo ter umetno izdelovanje.

## Zakonska zaščita mošusnega jelena
Zaradi zaščite mošusnega jelena, katerega življenjski prostor je omejen na gorska področja držav Afganistan, Butan, Indija, Nepal in Pakistan, je mednarodna skupnost izdala poseben - dodatek I Zakona CITES (The Convention on International Trade in Endangered Species of Wild Fauna and Flora). Zaradi te določbe so izdelovalci parfumov prisiljeni posegati po sintetičnih dišavah.   Arhivirano 2007-09-27 na Wayback Machine.

## Znani francoski parfumi
- Jean d'Albert,
- Balenciage, Balmain, Bourjois,
- Caron, Chanel, Coty,
- Dana, Deneuve, Jean Desprez, Christian Dior, Diparco,
- Jacques Fath,
- Jacques griffe, Grenoville, Guerlain, Le Galion,
- Hermes, Houbigant,
- Lancome, Lanvin, Guy Laroche, Lentheric, Luis Feraud, Lubin,
- Maurer & Wirtz, Millot, Molinard, Molyneux,
- Jean Patou, Robert Piguet, LT Piver, Emilio Pucci,
- Raphael, Revillon, Nina Ricci, Peron Rigot, Rochas, Roger & Gallet,
- Schiaparelli, Schulton,
- Williams, Worth, Yves Saint-Laurent